# Kiernan Shipka
Kiernan Brennan Shipka (Chicago, 10 novembre 1999) è un'attrice statunitense.
È diventata famosa grazie alle serie televisive Mad Men e Le terrificanti avventure di Sabrina.

## Biografia
Kiernan è nata a Chicago, figlia di John Young Shipka, un promotore immobiliare, ed Erin Ann (nata Brennan). Ha preso lezioni di danza dall'età di cinque anni. Quando ha compiuto sei anni, la sua famiglia si è trasferita a Los Angeles, per consentirle di intraprendere la carriera di attrice.

## Carriera
La carriera da attrice della Shipka ha inizio nel 2006. Dopo aver interpretato ruoli minori in alcune serie televisive statunitensi, dal 2007 è entrata a far parte del cast della serie Mad Men, interpretando il personaggio di Sally Draper, la figlia del protagonista. Inizialmente il ruolo era solamente marginale, ma dalla quarta stagione il personaggio ha acquisito maggiore importanza. Per questa sua performance Kiernan Shipka ha ricevuto numerosi elogi, tra cui un premio Screen Actors Guild Award per il miglior cast di una serie drammatica nel 2009 e nel 2010, ed uno Young Artist Award come miglior attrice ricorrente in una serie televisiva nel 2013. Nel mentre l'attrice è apparsa in altre produzioni televisive e cinematografiche, tra cui il film Carriers - Contagio letale, horror del 2009 con protagonista Chris Pine, e la commedia Cani & gatti - La vendetta di Kitty.
Kiernan è attiva anche nel settore del doppiaggio. Dal 2012 al 2014 ha prestato la sua voce al personaggio di Jinora nella versione originale del cartone animato La leggenda di Korra. Nel 2014 ha doppiato la protagonista Marnie nella versione statunitense di Quando c'era Marnie, lungometraggio d'animazione giapponese, prodotto dallo Studio Ghibli. Nel 2014 la rivista Time l'ha inclusa tra i "25 teenager più influenti del 2014".
Nel 2018 si aggiudica il ruolo della protagonista Sabrina Spellman nella serie televisiva soprannaturale Le terrificanti avventure di Sabrina, tratta dall'omonima serie a fumetti. Nel gennaio 2019, Shipka è stata ingaggiata per recitare in un film commedia romantico di Natale diretto da Luke Snellin , Let It Snow - Innamorarsi sotto la neve , basato sul romanzo omonimo. Le riprese sono iniziate a febbraio 2019.
Shipka ha poi interpretato un'adolescente sorda con Stanley Tucci nel film horror di John R. Leonetti, The Silence , basato sul romanzo horror del 2015 omonimo di Tim Lebbon. Shipka ha imparato la lingua dei segni americana per il ruolo. Leonetti ha elogiato la sua performance dicendo "Sta recitando al fianco di Stanley Tucci e, credetemi, è stato magnifico osservarla".

## Vita privata
Shipka nomina Grace Kelly e Audrey Hepburn come influenze della moda.

## Filmografia

### Attrice

#### Cinema
- The Angriest Man in Suburbia, regia di Barnet Kellman (2006)
- Dimension, regia di Matthew Scott Harris (2007)
- Lower Learning, regia di Mark Lafferty (2008)
- Land of the Lost, regia di Brad Silberling (2009) non accreditato
- Carriers - Contagio letale (Carriers), regia di Àlex e David Pastor (2009)
- House Broken - Una casa sottosopra (House Broken), regia di Sam Harper (2009)
- Cani & gatti - La vendetta di Kitty (Cats & Dogs: The Revenge of Kitty Galore), regia di Brad Peyton (2010)
- Un principe per mamma (Smooch), regia di Ron Oliver (2011)
- Very Good Girls, regia di Naomi Foner (2013)
- One and Two, regia di Andrew Droz Palermo (2015)
- February - L'innocenza del male (The Blackcoat's Daughter), regia di Oz Perkins (2015)
- The Silence, regia di John R. Leonetti (2019)
- Let It Snow - Innamorarsi sotto la neve (Let it Snow), regia di Luke Snellin (2019)
- Wildflower, regia di Matt Smukler (2022)
- Totally Killer, regia di Nahnatchka Khan (2023)
- Longlegs, regia di Oz Perkins (2024)
- Twisters, regia di Lee Isaac Chung (2024)
- The Last Showgirl, regia di Gia Coppola (2024)
- Uno Rosso (Red One), regia di Jake Kasdan (2024)

#### Cortometraggi
- A Rag Doll Story, regia di Drew Nudi (2009)
- The Ryan and Randi Show, regia di Chambers Steven (2010)
- Squeaky Clean, regia di Albert Pedraza (2010)
- The Empty Room, regia di Alex Wolff (2012)
- We Rise Like Smoke, regia di Mike Hoy (2013)
- The Edge of the Woods, regia di Grainger David (2015)

#### Televisione
- Detective Monk (Monk) – serie TV, episodio 5x07 (2006)
- Cory alla Casa Bianca (Cory in the House) – serie TV, episodio 1x11 (2007)
- Mad TV – serie TV, episodio 13x01 (2007)
- Heroes – serie TV, episodio 2x08 (2007)
- Jimmy Kimmel Live! – show TV, 6 episodi (2007-2009)
- Non fidarti della str**** dell'interno 23 (Don't Trust the B---- in Apartment 23) – serie TV, episodio 1x03 (2012)
- Flowers in the Attic, regia di Deborah Chow – film TV (2014)
- Unbreakable Kimmy Schmidt – serie TV, episodio 1x09 (2015)
- Ciak, si canta (Fan Girl), regia di Paul Jarret – film TV (2015)
- Mad Men – serie TV, 89 episodi (2007-2015)
- Feud – serie TV, 5 episodi (2017)
- Le terrificanti avventure di Sabrina (Chilling Adventures of Sabrina) – serie TV, 36 episodi (2018-2020)
- Riverdale – serie TV, episodi 6x04-6x19 (2021-2022)
- Swimming with Sharks – serie TV, 6 episodi (2022)
- Infiltrati alla Casa Bianca - White House Plumbers (White House Plumbers) – miniserie TV, puntata 3 (2023)

### Doppiatrice
- Quando c'era Marnie (思い出のマーニー), regia di Hiromasa Yonebayashi (2014)
- The Legend of Korra - videogioco (2014)
- La leggenda di Korra (The Legend of Korra) - serie TV, 25 episodi (2012-2014)
- Sofia la principessa (Sofia the First) - serie TV, episodi 1x22-3x01 (2013-2015)
- Avengers Academy - videogioco (2016)

## Riconoscimenti
- 2009 – Screen Actors Guild Award
  - Miglior cast in una serie drammatica per Mad Men
- 2009 – Young Artist Award[17]
  - Candidatura come Miglior giovane attrice ricorrente in una serie televisiva per Mad Man
- 2010 – Screen Actors Guild Award
  - Miglior cast in una serie drammatica per Mad Men
- 2010 – Young Artist Award[18]
  - Candidatura come Miglior giovane attrice non protagonista in un film per Carriers – Contagio letale
  - Candidatura come Miglior giovane attrice in un cortometraggio per Squeaky Clean
- 2011 – Screen Actors Guild Award[19]
  - Candidatura al Miglior cast in una serie drammatica per Mad Men
- 2011 – Young Artist Award[20]
  - Candidatura come Miglior giovane attrice di 10 anni o meno in un film per Cani & gatti – La vendetta di Kitty
  - Candidatura come Miglior giovane attrice non protagonista in una serie televisiva per Mad Man
- 2012 – Young Artist Award[21]
  - Candidatura come miglior giovane attrice protagonista in un film TV, miniserie o special per Un principe per mamma
- 2012 – Young Hollywood Awards[22]
  - "Scene Stealer Award"

- 2013 – Behind the Voice Actors Awards[23]
  - People's Choice Voice Acting Award – Miglior cast vocale in una nuova serie televisiva per La leggenda di Korra
  - Television Voice Acting Award – Miglior cast vocale in una nuova serie televisiva per La leggenda di Korra
- 2013 – Screen Actors Guild Award[24]
  - Candidatura al Miglior cast in una serie drammatica per Mad Men
- 2013 – Young Artist Award
  - Miglior giovane attrice ricorrente in una serie televisiva per Mad Man
  - Candidatura come Miglior voce fuori campo per La leggenda di Korra
  - Candidatura come Miglior giovane attrice guest star in una serie televisiva per Non fidarti della str**** dell'interno 23
- 2014 – Young Hollywood Awards[25]
  - Candidatura nella categoria "You're So Fancy"
- 2016 – Screen Actors Guild Award[26]
  - Candidatura al Miglior cast in una serie drammatica per Mad Men
- 2016 – Behind the Voice Actors Awards[27]
  - Candidatura al Miglior cast vocale in un anime per Quando c'era Marnie
  - Candidatura come Miglior voce femminile in un anime per Quando c'era Marnie

## Doppiatrici italiane
Nelle versioni in italiano delle opere in cui ha recitato, Kiernan Shipka è stata doppiata da:
- Sara Labidi in Mad Men, Un principe per mamma, The Silence, Totally Killer
- Marta Filippi ne Le terrificanti avventure di Sabrina, Riverdale
- Lucrezia Marricchi in Feud, Longlegs, Uno Rosso
- Valentina Favazza in Unbreakable Kimmy Schmidt
- Erica Necci in Let It Snow - Innamorarsi sotto la neve
- Sara Vitagliano in Very Good Girls
- Margherita De Risi in The Last Showgirl